# Hermann Josef Roth
 (janvier 2017).
Hermann Josef Ludwig Roth, né le 2 janvier 1938 à Montabaur, est un naturaliste, théologien, historien de la culture et prêtre cistercien allemand, spécialiste des mouvements réformateurs monastiques émanant des cisterciens et de la Chartreuse.

## Biographie
Hermann Josef Roth est l’aîné des deux enfants du député et chef de district Heinrich Roth (1889-1955) et de sa femme Gertrud née Ebert. Après le bac (1957, dont les dominantes sont latin, grec et hébreu), il entre comme novice chez les cisterciens et poursuit des études à l'institut de théologie et de philosophie de Heiligenkreuz (Sainte-Croix) près de Vienne. Il est ordonné prêtre en 1963 et travaille dans un premier temps auprès de la jeunesse, puis au collège de l'abbaye de Marienstatt (de), appartenant aux cisterciens. À partir de 1966, il étudie la biologie, la chimie et la physique et passe les examens d'habilitation à enseigner. Il enseigne ensuite dans un lycée de Cologne. En outre il s'occupe de la pastorale des jeunes et des anciens de la paroisse. Le représentant du Land dans la circonscription de Cologne nomme le Père Roth comme directeur du département de la biologie dans le cadre de la formation des enseignants en 1991. Dès 1995, il exerce la profession de directeur d’études. En 1990, il passe une thèse à l’université de Nimègue (Pays-Bas) pour devenir docteur en sciences naturelles.

## Histoire et culture des cisterciens et des chartreux
Ayant grandi dans l’ancienne zone française, son intérêt s’est vite éveillé pour l’histoire et la culture française. Cet intérêt s’est renforcé envers les ordres religieux. Ainsi, en 1963, il participa aux fouilles de l’abbaye de Morimond sur la tombe d’Otton de Freising. De 1973 à 2013, il a été rédacteur en chef du journal international spécialisé Cistercienser-Chronik. Dans ce journal, il s’efforça d’avoir une réflexion critique sur les fondations monastiques émanant de Bourgogne et du Dauphiné et en particulier sur leurs filiations rhénanes. En analysant des chapiteaux gothiques, le Père Roth a entièrement fait l’inventaire de la sculpture monumentale végétale d'édifices médiévaux (comme à la cathédrale de Cologne, ou Altenberg) et l’a fait ressortir en histoire de l’art et en botanique. Ce faisant, il a su expliquer avec conviction ses conclusions à propos de l'architecture gothique des cathédrales françaises par le biais d'études détaillées minutieuses. Enfin, il essaya de faire revivre le souvenir d'un philosophe important du Moyen Âge, Alain de Lille (Alanus ab insulis, † 1203) dans l'espace germanophone par le biais de publications. En 1979, il inaugura les congrès internationaux désormais annuels sur la recherche relative à l’ordre des Chartreux dans l’ancienne chartreuse de Cologne.
D’autres publications sur les conditions géographiques des fondations monastiques médiévales et sur les paysages ruraux monastiques et les jardins de monastères ont été estimées comme étant « excellemment exploitables ». Sa première œuvre sur l'abbaye cistercienne de Marienstatt (Zisterzienserabtei Marienstatt, 1215) a tout de suite été considérée comme fondamentale. Cette église tire ses origines de l’abbaye d'Himmerod en passant par celle d’Heisterbach, seule fondation personnelle de saint Bernard en Allemagne (1134). Roth a écrit des articles scientifiques sur les deux abbayes. Longtemps avant l’apparition de l‘informatique, il a élaboré ou contribué à des bibliographies spécialisées.
Le Père Roth a lancé et accompagné scientifiquement des expositions sur les cisterciens : Ordensleben zwischen Ideal und Wirklichkeit (Les ordres entre perfection et réalité) (Aix-la-Chapelle, 1980) et Rheinische Zisterzienser im Spiegel der Buchkunst (les cisterciens rhénans dans le miroir de l’art du livre) (Mayence, 1998/99). Cette dernière a vu le jour grâce à la coopération du parlement du Land de Rhénanie-Palatinat, Mayence avec le Conseil régional de Bourgogne, de Dijon. Il a également organisé les expositions « Pflanzenwelt des Kölner Domes » (l’univers végétal de la cathédrale de Cologne) dans le jardin botanique et sur le forum de la cathédrale de Cologne (1989), « 500 Jahre Brasilien - Vom Rhein nach Rio. Rheinische Beiträge zur Erschließung des Landes » (Les 500 ans du Brésil, du Rhin à Rio. Contributions rhénanes à l'ouverture du land) dans la représentation du land de Rhénanie-Palatinat sur Bonn (2000). De plus, il contribua aux associations « Männerbande - Männerbünde. Zur Rolle des Mannes im Kulturvergleich » (Sur le rôle de l’homme par rapport à la culture) (musée Rautenstrauch-Joest-Museum Cologne 1990) et « Die Kölner Kartause um 1500 » (La chartreuse de Cologne en 1500) (Musée Stadtmuseum Köln à Cologne en 1991).

## Histoire et impacts culturels des sciences naturelles
Fort de sa propre expérience, Roth s’est intensément penché sur la tension entre la théologie et les sciences naturelles, notamment dans le cadre de la Deutsche Gesellschaft für Geschichte und Theorie der Biologie (DGGTB), dont il est membre fondateur. Il a travaillé sur la vie et l'œuvre de naturalistes et de philosophes des Lumières ecclésiastiques, comme Charles Plumier et Jean Meslier.
Sa collaboration au sein du groupe de chercheurs « Klostermedizin (médecine monastique) » de l’université de Wurtzbourg ou le projet qu’il a lancé et accompagné sous le nom de « Klösterliche Kulturlandschaftsforschung (recherche monastique rurale) » du centre pour l’art des jardins et l’architecture des paysages de l’université Leibniz de Hanovre correspond à une orientation interdisciplinaire. En outre, il a publié des papiers sur l’histoire naturelle du Rhin-Moyen ainsi que sur la situation d’établissement géographique de monastères moyenâgeux en Allemagne et en France.
C’est particulièrement le fait que Roth se soit consacré à la vie et à l’œuvre du prince Maximilian zu Wied-Neuwied, naturaliste et général de division prussien, ainsi que la réalisation de ses expéditions à travers le Brésil (1815-1817) et en Amérique du Nord (1832-1834) qui ont ouvert de nouvelles perspectives. Il venait de présenter la transcription des journaux de bord sur les campagnes menées à l’encontre de Napoléon (1806, 1814) auxquelles le prince avait participé. Au-delà des simples événements militaires, ces chroniques rapportent outre les événements quotidiens, les rencontres avec des naturalistes français comme Bonpland, Cuvier et Geoffroy Saint-Hilaire. Des relations étroites se sont développées envers Lucien Bonaparte, qui vint en visite à Neuwied et fut invité à chasser avec le prince, fait que Roth relata pour la première fois.

## Commissions
Le Père Roth a été appelé ou choisi pour de nombreuses fonctions et commissions, par ex. la commission historique pour le Nassau (Archives hessoises de la capitale de Wiesbaden, depuis 1978), la fondation NRW pour la protection de la nature, la promotion régionale et culturelle (Düsseldorf, 1994-2000), la fondation Histoire de la protection de la nature (Königswinter, 1997–2012), curatorium de la fondation Namen-Jesu-Kirche à Bonn (depuis 2013).

## Entretien de monuments et protection du paysage
Hermann Roth est très actif dans la protection de la nature et a occupé des fonctions de dirigeant au sein d’ONG, comme par ex. « Landesgemeinschaft Naturschutz und Umwelt NRW (Communauté fédérale de la protection de la nature et de l’environnement en NRW) » (président de 1982 à 2000), du Deutscher Wanderverband (association allemande de randonnée) (intervenant sur la protection de la nature de 1998 à 2005). Depuis 1975 il est membre permanent de conseils paysagers au niveau communal et du land (NRW 1993-98). En tant que leur délégué, il participa à la Conférence Mondiale des Organisations Non Gouvernementales (Paris 1991).

## Didactique et pédagogie, nature du musée
Le Père Roth a fait tout son possible du point de vue de l'édition, pour transmettre des connaissances que tout le monde peut comprendre. Ses propres expériences d'enseignement se sont glissées dans différents supports d'enseignement et d'apprentissage, comme c'est le cas pour « Ethik im Biologieunterricht (l’éthique dans l’enseignement de la biologie) » (Cologne : Aulis-Deubner, 1992), pour la « Erdwissenschaften und Biologie-Didaktik (géologie et la didactique en biologie) » (Krefeld 2001) ou pour une boîte d'expériences en « écologie » pour les élèves (Cologne : Leybold, 1986).

## Récompenses
Hermann Josef Roth a plusieurs fois reçu des prix : entre autres celui de la bourse d’études Albert-Steeger de l’association régionale de Rhénanie (1979), le Rheinlandtaler (1998), le prix de la fondation de l’environnement du land de Rhénanie-Palatinat (2001), la Bundesverdienstkreuz (croix fédérale du Mérite) (2006), l’ordre du mérite du land de Rhénanie-du-Nord-Westphalie (2013).

## Œuvres (sélection)
La bibliographie du R.P. Hermann Josef Roth englobe bien plus de 400 titres de livres, rédactions, articles pour dictionnaires, critiques et supports audiovisuels, ainsi que des articles et interviews dans des journaux et magazines, à la radio et à la télévision.

### Livres et écrits indépendants
- Altenberg und Marienstatt. Die Beziehungen zweier rheinischer Zisterzen, Bergisch Gladbach, 1971
- Die Pflanzen in der Bauplastik des Altenberger Domes. Ein Beitrag zur Kunstgeschichte und zur mittelalterlichen Botanik, Bergisch Gladbach, 1976
- Bernhard von Clairvaux an die Tempel-Ritter, die Speerspitze der Kreuzzüge, Sinzig 1990, avec Anton Grossmann
- Die bauplastischen Pflanzendarstellungen des Mittelalters im Kölner Dom. Eine botanische Bestandsaufnahme unter Berücksichtigung auswärtiger Architekturplastik und sonstiger Kunstgattungen, Francfort, Berne, New York, Paris: Lang, 1990
- Schöne Alte Klostergärten, avec photographies de Werner Richner, Würzburg: Stürtz, 1995 ; 1996 ; Flechsig1997

#### Collaboration
- Ad sanctos. Bei den Heiligen der Abtei Himmerod – zisterziensische Memorialkultur, Großlittgen : Hmmerod-Drucke, 2013

#### Impressions privées
- Schriftenreihe Europäische Begegnungsstätte Kloster Kamp e.V. – Vorträge am Kloster Kamp
- Die Zisterzienser. Träger von Innovationen in Landwirtschaft, Medizin und Technik, 20 février 2011
- Klostermedizin. Die missverstandene Heilkunde, 18 mars 2012
- Otto von Freising. Auf der Suche nach dem Grab, Morimond 1963. Bericht des letzten Ausgräbers. 7., juin 2015

#### En langue étrangère
- (en) The Moselle – Würzburg: Stürtz, 1998 – 70 S., zahlr. Abb., 2 Ktn., geb.; Mit Werner Richner (Fotos) –  (ISBN 3-8003-1152-6) – brosch. Ausg.  (ISBN 3-8003-1152-6)
- (nl) Het Bergische Land in kleuren. thieme’s reisgidsen voor natuuvrienden - Zutphen/NL: Thieme, 1980 -  (ISBN 90-03-97015-7)

### Éditions
- Die Zisterzienser. Ordensleben zwischen Ideal und Wirklichkeit, Ausstellungskatalog (= Schriften des Rheinischen Museumsamtes, 10), Cologne, Bonn 1980 ; ed. mit Kaspar Elm & Peter Joerißen
- Klostergärten und klösterliche Kulturlandschaften – Historische Aspekte und aktuelle Fragen (= CGL-Studies 6) – Munich : M. Meidenbauer, 2009 – ed. mit Joachim Wolschke-Bulmahn, Carl-Hans Hauptmeyer & Gesa Schönermark

### Rédactions scientifiques
- Rheinische Zisterzienser im Kontext der Ordensgeschichte. In: Landesmuseum Mainz (Hg.): Cîteaux 1098-1998, Rheinische Zisterzienser im Spiegel der Buchkunst, Wiesbaden 1998, p. 15-24; Cîteaux, p. 4.
- Apotheken- und Medizinalwesen im Barockstift. Botanik, Phytotherapie und Gartenkultur im Rahmen von Kolonialismus und Mission, In: Zeitschrift für Phytotherapie 22, 5, 2001, p. 224-228, 6 fig.
- Zu Büchern und Bibliotheken im ehemals kurtrierischen Gebiet von Westerwald und Lahn, Bürgerbibliothek seit 1827, Jubiläumsschrift der Stadtbibliothek Koblenz. 2002, p. 54-63, 1 fig.
- Neuwied als erste Adresse. Korrespondenzen und Begegnungen mit Maximilian Prinz zu Wied, In: Feste und Gäste am Rhein. Das Fürstenhaus Wied zur Zeit der Romantik, Neuwied: Kreismuseum, 2002, p. 69-81, 7 fig.
- Mainz, In: Monasticon Cartusiense II. (= Analecta Cartusiana 185/2). Salzburg 2004, p. 556-561.
- Koblenz, In: Monasticon Cart. II., p. 561-569.
- Missverstandene Klostermedizin, In: Spektrum der Wissenschaft 3/2006, p. 84-91, 12 fig.
- Naturwissenschaften, Medizinalwesen und Technik in Zisterzienserklöstern vom Mittelalter bis zum 19. Jahrhundert, In: Res naturae (= Veröff. d. Kultur- u. Begegnungszentrum d. Abtei Waldsassen, 2) - Kallmünz: M. Laßleben, 2005, p. 25-41.  (ISBN 3-7847-1189-8)
- Nutzen und Nutzung der Pflanzen. Klostergärten vom Mittelalter bis heute, In: Gartendiskurse. Mensch und Garten in Philosophie und Theologie, Hg.: Arne Moritz & Harald Schwillus. Frankfurt a. M. etc.: Lang, 2006, S. 33-41, 1 fig.
- Die Zisterzienser und Altenberg. Gründung und Hintergründe, In: Wenn nicht der Herr das Haus baut.. Altenberg. Vom Zisterzienserkloster zum Bergischen Dom. Fetsschrift zur 750-Jahrfeier der Grundsteinlegung, Altenberg 2009, p. 13-27.
- Himmerod als klösterliche Siedlung im ordens- und kulturgeschichtlichen, In: 875 Jahre Findung des Klosterortes Himmerod. Festschrift, hg. v. Abt Bruno Fromme (= Quellen u. Abhandlungen zur mittelrheinischen Kirchengeschichte, 127). Mainz 2010, p. 489-514, 6 fig.
- Zu Büchern und Bibliotheken im Gebiet des ehemaligen Unterstifts Trier (Westerwald, Lahn, Taunus), In: Libri pretiosi. Mitt. d. Bibliophilen-Ges. Trier, 13, 2010, p. 49-62.  (ISBN 978-3-940760-21-0)
- Minnesänger und Zisterzienser. Hélinand von Froidmont. Cistercienser Chronik 117, 3-4, 2010, p. 225-227
- Plumier, Charles, In: Biographisch-Bibliographsches Kirchenlexikon 32, 2011, Sp. 1102-1103
- Zisterzienser – ein christlicher Ritterorden in einer europäischen Umbruchszeit? Herausforderungen durch Islam und Heidentum, In: Das Charisma des Ursprungs und die Religionen. Hg.: Petrus Bsteh & Brigitte Proksch – Münster: Lit, 2011, p. 126-145.  (ISBN 978-3-643-50281-0)
- Klostermedizin von Hildegard von Bingen bis zur Gegenwart. Eine kritische Würdigung, In: Nordwin Beck (Hg.): Neue Forschungsergebnisse aus dem Pfälzerwald, den Rheinlanden und dem Mittelrheintal (= Schr. Arbeitskreis Landes- u. Volkskunde, 10). Koblenz: Universität, 2011, p. 54-70.
- Los cistercienses. Portadores de innovaciones en agricultura, medicina y tecnología – Anámnesis, 46, 2012, p. 55-76; Mexico
- Forschungsstand klösterliche Kulturlandschaft, In: Zu den Qualitäten klösterlicher Kulturlandschaften. Geschichte, Kultur, Umwelt und Spiritualität, Hg.: CGL-Center of Garden Art and Landscape Architecture. Leibniz Universität Hannover 2012, p. 46-49
- Neuwied als Anlaufadresse der gelehrten Welt. Ornithologen aus aller Welt als Partner des Prinzen Maximilian, In: Heimat-Jahrbuch des Kreises Neuwied, 1996, p. 116-119, 1 fig.